# Rafael Python 3

Python-3 — ракета класса «воздух-воздух» малой дальности, созданная на базе Rafael Shafrir 2.
Разработка ракеты Python-3 была начата израильской фирмой Rafael Armament Development Authority в 1978 году.
В 1982 г. Python-3 была принята на вооружение ВВС Израиля. Python-3 поставлялась в Китай, Румынию, ЮАР и Таиланд.

## ТТХ
- Дальность, км 15
- Скорость, М 3,5
- Двигатель ТРДД
- Взрыватель контактный + активный РЛ
- Система наведения ИК
- БЧ 11 кг, осколочно-фугасная
- Стартовый вес, кг 120
- Длина, м 3,00
- Диаметр, мм 160
- Размах, м 0,86